# U-745
U-745 — средняя немецкая подводная лодка типа VIIC времён Второй мировой войны.
Заложена 8 июля 1942 года на судоверфи в Данциге. Спущена на воду 16 апреля 1943 г. Введена в строй 19 июня 1943 г. под командованием капитана Вильгельма фон Тротта. За свою недолгую историю совершила 4 патруля и потопила 2 военных корабля — советские тральщики Т-45 «Антикайнен» и Т-33 «Коралл». Затонула 31 января 1945 года в результате подрыва на мине в Финском заливе, южнее полуострова Ханко, Финляндия в точке с координатами 59°18′ с. ш. 23°00′ в. д..